# Мятеж на «Баунти» (фильм, 1962)
«Мятеж на „Баунти“» (англ. Mutiny on the Bounty) — ремейк классического фильма 1935 года о событиях на корабле «Баунти» в конце XVIII века, поставленный по одноименному роману. Первоначально режиссёром фильма был англичанин Кэрол Рид. Но, не сумев сработаться с Марлоном Брандо, он вынужден был уступить своё место американцу Льюису Майлстоуну. Сюжет основан на романе Чарльза Нордхоффа и Джеймса Нормана Холла. Первый фильм, снятый с использованием широкоэкранной технологии Ultra Panavision 70.

## Сюжет
1789 год. Экипаж британского корабля «Баунти» под руководством жестокого капитана Блая, наполнив трюмы, отчаливает от берегов Таити. До этого дня в течение шести месяцев команда корабля подвергалась физическим и моральным издевательствам со стороны капитана, стремившегося любой ценой, даже ценой жизни матросов, выполнить приказ Адмиралтейства: доставить саженцы хлебного дерева на Ямайку. Изнурительная работа, отсутствие пищи, а под конец и ограничения в выдаче питьевой воды вынуждают моряков во главе с первым помощником Флетчером Кристианом поднять бунт…
1790 год. Моряки высаживаются на острове Питкерн, где решают основать колонию.
1793 год. Флетчер Кристиан погибает.

## В ролях
- Марлон Брандо — лейтенант Флетчер Кристиан
- Тревор Ховард — капитан Уильям Блай
- Ричард Харрис — матрос Джон Миллс
- Хью Гриффит — Александр Смит
- Ричард Хэйдн — Уильям Браун
- Тарита Териипия — Маймити
- Matahiarii Tama — король Хитихити
- Перси Херберт — матрос Мэттью Куинтал
- Дункан Ламонт — Джон Уильямс
- Гордон Джексон — матрос Эдвард Биркетт
- Чипс Рафферти — матрос Майкл Бирн
- Эдди Бирн — Джон Фрайер
- Тим Сили — Нед Янг

## Прокат
Фильм не повторил успеха фильма 1935 года и не окупил своего бюджета, хотя по итогам 1962 года и занял 6-е место в американском прокате. Рецензенты сетовали на затянутность ленты и на то, что она внушает скуку. Фильм номинировался на семь премий «Оскар», но не получил ни одной. Провал «Мятежа» серьёзно подорвал финансовое благополучие студии MGM.

## Награды и номинации
- 1963 — 7 номинаций на премию «Оскар»: лучший фильм (Аарон Розенберг), лучшая операторская работа в цветном фильме (Роберт Сёртис), лучшая работа художника и декоратора в цветном фильме (Джордж Дэвис, Макмиллан Джонсон, Генри Грейс, Хью Хант), лучший монтаж (Джон Максуини), лучшая оригинальная музыка (Бронислав Капер), лучшая оригинальная песня («Love Song from Mutiny on the Bounty (Follow Me)», музыка — Бронислав Капер, слова — Пол Фрэнсис Вебстер), лучшие специальные эффекты (Арнольд Гиллеспи, Майло Лори).
- 1963 — 3 номинации на премию «Золотой глобус»: лучший фильм — драма, лучшая актриса второго плана (Тарита), лучшая оригинальная музыка (Бронислав Капер).
- 1963 — номинация на премию Гильдии режиссёров США за лучшую режиссуру художественного фильма (Льюис Майлстоун).